# Star*Drive
Star*Drive est un monde de campagne pour le jeu de rôle Alternity, publié en 1998 par TSR. Il a été écrit par David Eckelberry et Richard Baker. Ce monde de campagne nécessite l'utilisation du Manuel du Joueur et du Guide du Maître de Jeu. La plupart du matériel créé pour ce jeu fut plus tard ré-utilisé pour les suppléments du système D20 (Future).

## Présentation
La campagne se situe au XXVIe siècle, débutant en 2501. L'humanité a accédé au voyage super-luminique appelé Stardrive, en mixant sa technologie avec celle des Fraal, des aliens nomades. Une période de colonisation stellaire de mondes habitables mena à l'émergence de 6 super nations terriennes, véritables blocs commerciaux. De nouvelles puissances émergèrent par la suite, formant ainsi l'EMpire Terrien en 2250. Des tensions entre les colonies menèrent à la Première Guerre Galactique en 2299, qui s'arrêta en 2312, avec 26 Nations Stellaires survivantes.
Une Seconde Guerre, plus violente, débuta en 2346 à la suite d'une révolte de mutants. Cela brisa l'expansion humaine et isola de nombreuses colonies. La guerre dura plus de 100 années, dévastant des mondes entiers, et se termina en concluant des alliances entre les Nations. La guerre finit en 2472, avec la création de la Concorde Galactique, sorte d'ONU visant le maintien de la Paix. 30 années ont passé depuis et la Paix a été maintenue.
Au début du XXVIe siècle, on compte une dizaine de Nations Stellaires (anciens blocs de pouvoir, fédérations ou corporations), cherchant toutes à récupérer le contrôle de leurs colonies : 
- Austrin-Ontis Unlimited, fabricants d'armes.
- la République Borealis,
- la Communauté Hatire,
- Insight,
- le Domaine Nariac, fondé par des travailleurs et des syndicats communistes.
- la Ligue Orion, constituée d'une myriades de systèmes, de peuples et de cultures différentes.
- la Théocracie Orlamu,
- le Rigunmor Star Consortium, les meilleurs marchands.
- Starmech, société hédoniste possédant les meilleurs vaisseaux de la galaxie.
- l'Empire Thuldan, militariste et eugéniste.
- l'Union de Sol, le foyer pollué de la race humaine cherchant à récupérer ses colonies.
- Voidcorp, nation corporatiste.

### Le Stardrive
Le « Stardrive » est un type d'hyperdrive qui opère sur les principes d'induction de gravité. En combinant deux sortes de technologie, le moteur à induction et le réacteur de masse, cela permet de voyager à vitesse supra-luminique, à travers le media extra-dimensionnel connu sous le nom de « Drivespace ». Selon la puissance du moteur d'un Stardrive, un vaisseau équipé peut voyager et faire des bonds de 5 à 50 années-lumière en une seule fois. Mais à cause de la physique spatiale du Drivespace, tout voyage entre deux points prend exactement 121 heures (environ 5 jours), peu importe la distance entre ces points.
Les vaisseaux doivent souvent attendre plusieurs jours avant de refaire un bond en hyperdrive, le temps que les moteurs refroidissent suffisamment.

### Les races
Grâce au Stardrive, l'Humanité a pu étendre son empire et rencontrer d'autres races intelligentes. Certaines de ces races sont devenues de grands alliés et sont donc jouables.
- Les Fraal, extra-terrestres nomades possédant des pouvoirs psychiques.
- Les Mechalus, humanoïdes cybernétiques.
- Les Weren, géants primitifs poilus et griffus, capables de se fondre dans l'environnement.
- Les Sesheyans, aliens primitifs possédant une paire d'ailes membraneuse et une vision nocturne.
- Les T'sa, reptiles ingénieux et très rapides venant de l'Amas T'sa qu'ils colonisèrent alors que l'Humanité bâtissait des pyramides.

### Les Klicks
Les Klicks sont une race alien qui déclencha les évènements récents de l'Univers Star*Drive.
Ils dévastèrent la colonie de Silver Bell, sur Spes, dans le système Hammer's Star, le secteur le plus éloigné de l'espace humain. Le message de détresse fut reçu, mais bien trop tard.
Les Klicks sont des aliens arachnéens agressifs, voués à envahir l'espace contrôlé par l'Humanité.
Ils possèdent 6 pattes se terminant en grosse griffe et une paire plus fine, servant de bras manipulateurs.
Le corps est recouvert d'une solide carapace chitineuse. Leur nom leur a été donné par les soldats de la Concorde, à cause du bruit de cliquetis causé par leur déplacement.
Ce sont des spécialistes de l'embuscade et de l'attaque en masse. On pense qu'il possède une sorte d'intelligence de groupe, comme certains insectes terrestres. Il génèrent une sorte de champ affaiblissant, auquel seuls les Fraals sont immunisés.

## Contenu
Le livre de base est un livre à couverture rigide de 256 pages, avec illustrations en couleurs. Il décrit les conditions de vie, l'économie, la technologie du XXVIe siècle, un bref aperçu des différentes Nations Stellaires et détaille avec précision la zone appelée The Verge (Frontière, Bordure en français). Les colonies les plus importantes, et les planètes y sont copieusement détaillées, grâce à des cartes, ainsi que leur gouvernements, leur histoire et des idées de scénario.

### Professions
Les carrières suivantes sont disponibles pour les joueurs:
Combat Specs
- Garde du corps
- Spécialiste de sécurité corporatif
- Artilleur
- Agent de la loi
- Artiste martial
- Spécialiste de combat alien
- Mercenaire
- Soldat
- Spacehand.

Diplomats
- Ambassadeur,
- Membre du clergé
- Administrateur de la Concorde
- Cadre corporatif
- Artiste
- Consul de premier contact
- Marchand
- Officier militaire
- Officier naval
- Noble stellaire
- Escroc

Free Agents
- Chasseur de primes
- Corsaire
- Explorateur
- Joueur professionnel
- Guide
- Detective
- Hors-la-loi
- Journaliste
- Contrebandier
- Espion
- Voleur

Tech Ops
- Membre d'équipage
- Technicien informatique
- Gridpilot
- Docteur
- Ingénieur
- Pilote
- Technicien médical
- Professeur
- Scientifique

Mindwalkers
- Biokinéticiste
- Bioguerrier
- ESPion,
- Mystique,
- Télékineticiste
- Psigarde
- Télépathe
- Chevalier spirituel

## Œuvre

### Suppléments
- Arms & Equipment Guide
- Alien Compendium: Creatures of the Verge
- Alien Compendium II: The Exploration of 2503
- The Externals
- Klick Clack (scenario)
- The Last Warhulk (scenario)
- The Lighthouse
- Outbound: An Explorer's Guide
- Planet of Darkness (scenario)
- Star Compendium: Systems of the Verge
- System Guide to Aegis
- Threats from Beyond

### Romans
Plusieurs auteurs ont contribué à étendre l'univers de Star*Drive, comme Diane Duane. Il existe 7 romans, non-traduits :
1. Starrise at Corrivale (Harbinger Trilogy: Book One), par Diane Duane
2. On the Verge, par Roland Green
3. Storm at Eldala (Harbinger Trilogy: Book Two), par Diane Duane
4. Starfall (nouvelles)
5. Zero Point, par Richard Baker
6. The Silence Between the Stars, par Denise Vitola (non publiée)
7. Two of Minds, par William H. Keith
8. Nightfall at Algemron (Harbinger Trilogy: Book Three), par Diane Duane
9. Gridrunner, par Thomas M. Reid